# Dascyllus strasburgi
Dascyllus strasburgi là một loài cá biển thuộc chi Dascyllus trong họ Cá thia. Loài này được mô tả lần đầu tiên vào năm 1960.

## Từ nguyên
Từ định danh strasburgi được đặt theo tên của nhà sinh thái học và là người đã thu thập mẫu định danh của loài cá này, Donald W. Strasburg đến từ Đại học Hawaii.

## Phạm vi phân bố và môi trường sống
D. strasburgi là một loài đặc hữu của quần đảo Marquises (Polynésie thuộc Pháp). D. strasburgi sống gần các mỏm đá và trên các rạn san hô viền bờ ở độ sâu khoảng 5–15 m.

## Mô tả
Chiều dài lớn nhất được ghi nhận ở D. strasburgi là 9 cm. Toàn bộ cơ thể và vây (trừ vây ngực trong suốt) của D. strasburgi có màu trắng, hơi sẫm nâu ở đầu và thân trước. Vảy cá lớn, được viền xám sẫm, tạo thành kiểu hình mắt lưới trên thân của chúng. Ở giữa lưng có một đốm trắng nổi bật. Gốc vây ngực có đốm đen. Phía trên môi trên có một vệt sọc màu xanh lam.
Số gai ở vây lưng: 12; Số tia vây ở vây lưng: 15–16; Số gai ở vây hậu môn: 2; Số tia vây ở vây hậu môn: 14–15; Số gai ở vây bụng: 1; Số tia vây ở vây bụng: 5; Số tia vây ở vây ngực: 20–21.

## Phân loại học
D. strasburgi nằm trong phức hợp loài Dascyllus trimaculatus cùng với Dascyllus albisella và Dascyllus auripinnis. Phức hợp trimaculatus được tách ra từ phức hợp Dascyllus reticulatus vào khoảng 3,9 triệu năm trước (Thế Pleistocen).

## Sinh thái học
Thức ăn của D. strasburgi là động vật phù du. Cá đực có tập tính bảo vệ và chăm sóc trứng; trứng có độ dính và bám vào nền tổ.